# آکادمی سینما و تلویزیون کانادا
آکادمی سینما و تلویزیون کانادا یک سازمان غیرانتفاعی کانادایی است که در سال ۱۹۷۹ برای قدردانی از دستاوردهای بیش از ۴۰۰۰ متخصص صنعت فیلم و تلویزیون کانادا، به‌ویژه از طریق جوایز سینمایی کانادا، تأسیس شد. وظیفه آکادمی تجلیل از دستاوردهای برجسته؛ افزایش آگاهی عمومی و افزایش حضور مخاطبان در سینما و تلویزیون کانادا و قدردانی از آنها؛ و ارائهٔ برنامه‌ها، کنفرانس‌ها و انتشارات توسعهٔ حرفه‌ای با کیفیت بالا و بسیار مورد نیاز است.